# スイスの大学一覧

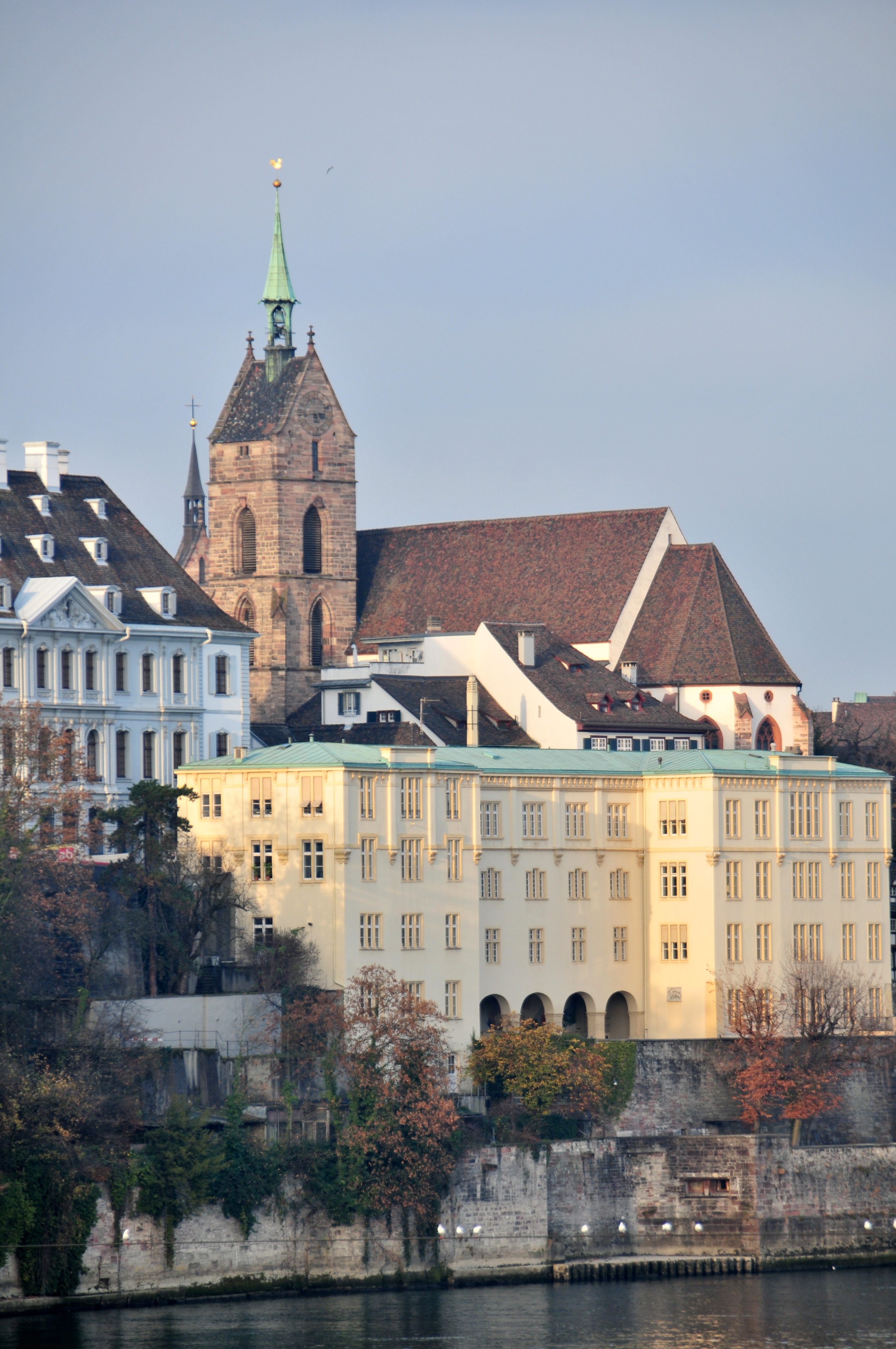
スイス最古の大学であるバーゼル大学

スイスの大学一覧（スイスのだいがくいちらん）は、スイスにおける公立、もしくは公的に認可された高等教育機関（以下「大学」と総称）の一覧である。

## HFKGに準拠する大学
高等教育推進調整法（HFKG）に基づき運営される大学の一覧。
連邦工科大学（Eidgenössische Technische Hochschulen）
- スイス連邦工科大学チューリッヒ校（チューリッヒ工科大学）
- スイス連邦工科大学ローザンヌ校

州立大学（Kantonale Universitäten）
- チューリッヒ大学 - チューリッヒ
- バーゼル大学 - バーゼル
- ベルン大学 - ベルン
- ジュネーヴ大学 - ジュネーヴ
- ローザンヌ大学 - ローザンヌ
- ザンクトガレン大学 - ザンクトガレン
- フリブール大学 - フリブール
- スイス・イタリア語大学 - ルツェルン、メンドリシオ
- ルツェルン大学 - ルツェルン
- ヌーシャテル大学 - ヌーシャテル

HFKGに準拠するその他の高等教育機関
- 国際・開発研究大学院 - ジュネーヴ
- スイス遠隔大学教育財団（Stiftung Universitäre Fernstudien Schweiz）

## 職業大学
職業教育を行う職業大学・応用科学大学（Fachhochschule）の一覧。

### 州立
- チューリッヒ応用科学大学
- チューリッヒ芸術大学
- ベルン応用科学大学
- スイス北西部応用科学芸術大学
- 西スイス応用科学大学
- 東スイス応用科学大学
- イタリア・スイス応用科学大学
- グラウビュンデン応用科学大学
- ルツェルン応用科学大学

### 私立
- カライドス応用科学大学
- LRG応用科学大学

## 音楽・芸術大学
以下を除き、芸術系大学や音楽系大学の殆どは、職業大学に統合されている。
- ジュネーヴ音楽院
- バーゼル音楽院
- ヴァレー州立美術学校（Ecole cantonale d’art du Valais、ECAV）